# Tuřice
Tuřice es una localidad situada en el distrito de Mladá Boleslav en la región de Bohemia Central, República Checa. Tiene una población estimada, a inicios del año 2022, de 417 habitantes.
Está ubicada al noreste de la región y de Praga, cerca del río Jizera —un afluente derecho del curso alto del río Elba— y de la frontera con la región de Liberec.